# Цна (приток Мокши)
Цна (в верховье Мокрая Вершина) — река в Тамбовской и Рязанской областях России, левый приток Мокши (бассейн Волги). Длина реки — 451 км, площадь водосборного бассейна — 21 500 км². Некоторые источники считают за исток Цны слияние рек Белый Плёс и Мокрая Вершина. Высота устья — 86 м над уровнем моря.
На реке стоят города Котовск, Тамбов, Моршанск, Сасово.

## Притоки
(расстояние от устья)
- 22 км: Алешня
- 31 км: Вялса
- 67 км: Выша (Нокса)
- 74 км: Аза
- 98 км: Шача
- 165 км: Пичаевка
- 187 км: Кашма
- 200 км: Питерка
- 222 км: Керша
- 246 км: Челновая
- 365 км: Лесной Тамбов
- 375 км: Липовица
- 381 км: река без названия, у с. Воронцовки
- 386 км: Кариан
- 406 км: ручей Антюшевка
- 420 км: Осиновка
- 425 км: Понзари

## Этимология
Название реки (как и одноимённого притока Оки) обычно выводят из балтийского *Tъsna, сравнивая с прусск. tusnan «тихий». Менее популярна версия происхождения от др.-рус. *Дьсна «правая», сближающая название с гидронимом Десна.

Бассейн Мокши

## Описание
Спокойная равнинная река, сильно зарегулированная плотинами, судоходная местами от самого Тамбова. В перечень внутренних водных путей России включён участок от устья до гидроузла близ села Теньсюпино протяжённостью в 47 км (2002). Левый берег — безлесный, сильно заселён, но селения большей частью в 1—3 км от реки. Вдоль правого берега почти повсюду тянется полоса леса, однако к воде он выходит только в отдельных местах, так как во время Великой Отечественной войны был вырублен.
Цна ниже Тамбова — извилистая спокойная река, шириной 40—80 м, текущая по широкой долине с большим количеством заводей, стариц, проток. По берегам камыши, заросли кустарника.
За деревней Кулешово дубовый лес. Лес подходит к берегу и у села Перкино. В черте Тамбова в 1912 году была построена первая в Тамбовском крае мини-ГЭС.
Ниже Перкино начинается Семикинский канал, значительно сокращающий путь по реке. В пойме Цны у Перкино, Семикино и ниже — лабиринты заросших камышом стариц.
Ниже села Семикино — озера Лебяжье и Орехов Затон — самые крупные пойменные озёра на реке Цне. Ниже озера Орехов Затон на высоком правом берегу-естественная видовая площадка, откуда отрывается панорама села Кулеватово, поймы реки Цны, устья реки Челновой.
Ниже Моршанска Цна становится шире, течение — быстрее, появляются пляжи с мелким, местами илистым, песком. Берега, в основном, луговые, только около Мутасьево на правом берегу клином подходит лес, к которому ведёт заводь.
Перед селом Серповое — Мутасьевская плотина. В десяти километрах от плотины после устья притока Серп на правом высоком берегу — сосновый лес. У местных жителей это урочище именуется Серповским Утесом.
Сосновый лес, выходящий к реке, есть и перед Рысли; за селом — наплавной мост. У деревни Чернитово — плотина. За плотиной по берегам снова луга. Река становится широкой (от 100 до 200 м).
Перед последней[уточнить] плотиной (ГЭС) река образует водохранилище длиной около 6 км и шириной 0,5 км.
Плотина есть также в районе деревень Агломазово и Теньсюпино, где река разливается примерно на 1 км. Но после перестройки Тенсюпинская плотина начала год за годом разрушаться, и в настоящее время река сильно обмелела.
Ниже Тенсюпинской плотины русло Цны сужается до 40—50 м, течение ускоряется, появляются песчаные перекаты, мели. Лес подходит к воде в виде отдельных островов. В советское время река использовалась для судоходства, по всей длине судоходного участка начиная от Тамбова. Для пассажирского судоходства использовались суда на воздушной подушке типа «Зарница». После строительства дороги Моршанск-Тамбов судоходство забросили. Широко используется туристами для сплава.

## Гидроузлы
Всего в Цнинской гидросистеме 10 плотин со шлюзами. 
| № | Название           | Ближайший населённый пункт | Координаты                      |
| - | ------------------ | -------------------------- | ------------------------------- |
| 1 | Тамбовский         | Тамбовский Лесхоз          | 52°42′38″ с. ш. 41°30′16″ в. д. |
| 2 | Горельский         | Горелое                    | 52°56′10″ с. ш. 41°32′08″ в. д. |
| 3 | Троицко-Дубравский | Троицкая Дубрава           | 53°03′58″ с. ш. 41°32′51″ в. д. |
| 4 | Мамонтовский       | Мамонтово                  | 53°13′12″ с. ш. 41°42′32″ в. д. |
| 5 | Моршанский         | Моршанск                   | 53°25′58″ с. ш. 41°49′04″ в. д. |
| 6 | Мутасьевский       | Мутасьево                  | 53°32′44″ с. ш. 41°53′50″ в. д. |
| 7 | Чернитовский       | Чернитово                  | 53°43′00″ с. ш. 41°48′22″ в. д. |
| 8 | Борковский         | Борки                      | 53°55′17″ с. ш. 41°52′51″ в. д. |
| 9 | Теньсюпинский      | Теньсюпино                 | 54°10′22″ с. ш. 42°02′45″ в. д. |

## Галерея

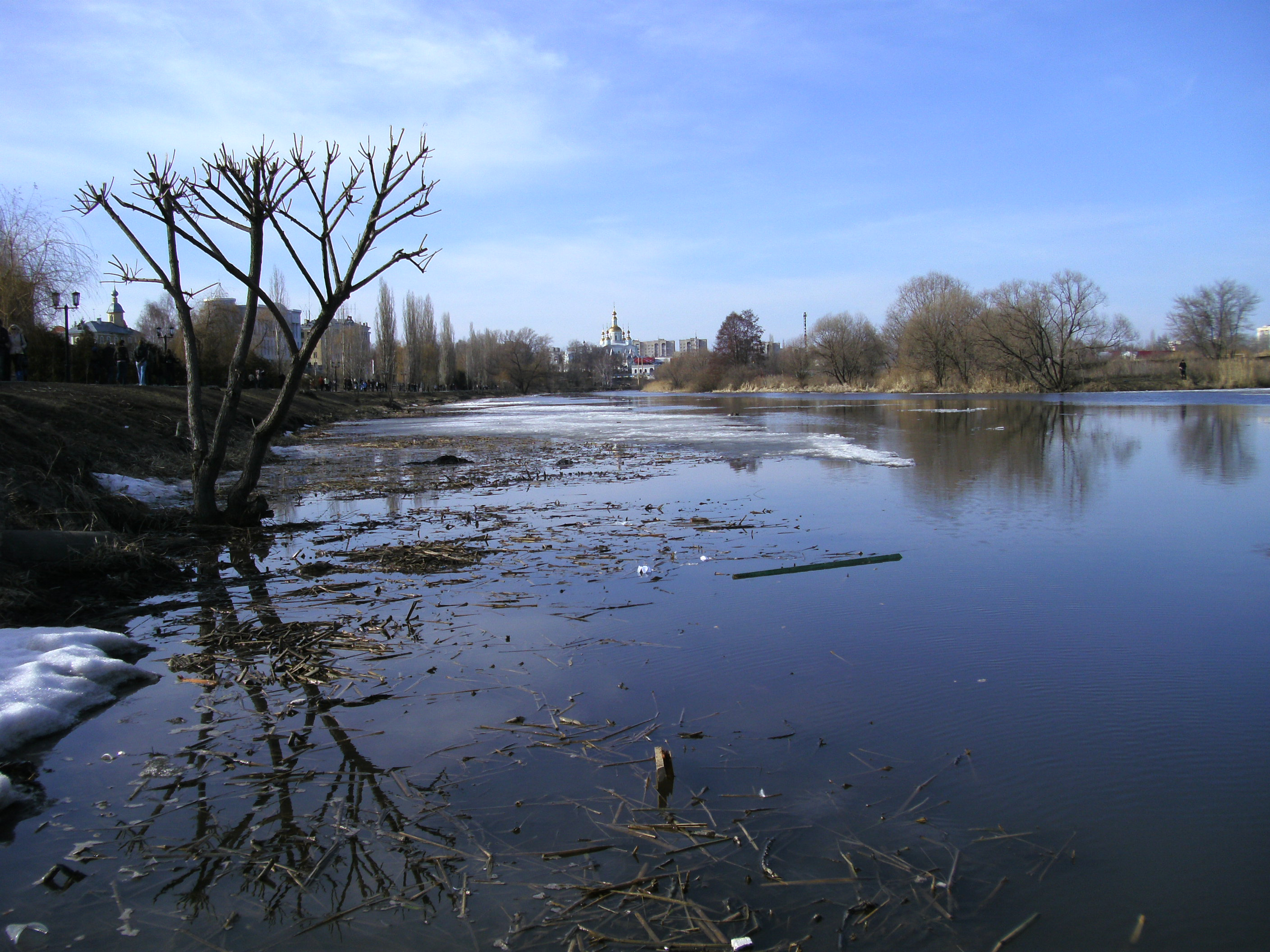
Река в Тамбове (весна)
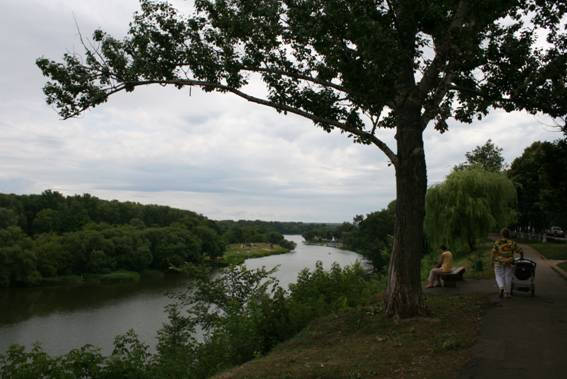
Канал реки Цны